# Distrito de Barcs
El distrito de Barcs (húngaro: Barcsi járás) es un distrito húngaro perteneciente al condado de Somogy.
En 2013 su población era de 23 817 habitantes. Su capital es Barcs.

## Municipios
El distrito tiene una ciudad (de negrita) y 25 pueblos.
Ciudad
- Barcs

Pueblos
- Babócsa
- Bélavár
- Bolhó
- Csokonyavisonta
- Darány
- Drávagárdony
- Drávatamási
- Heresznye
- Homokszentgyörgy
- Istvándi
- Kastélyosdombó
- Kálmáncsa
- Komlósd
- Lad
- Lakócsa
- Patosfa
- Péterhida
- Potony
- Rinyaújlak
- Rinyaújnép
- Somogyaracs
- Szentborbás
- Szulok
- Tótújfalu
- Vízvár